# Покісниця розставлена
Покісниця розставлена, покісниця розхилиста (Puccinellia distans) — вид трав'янистих рослин родини тонконогові (Poaceae). Етимологія: лат. distans — «розділений».

## Опис
Багаторічник. Стебла 10–75 см завдовжки. Язичок 1–2 мм завдовжки. Листові пластинки довжиною 2–10 см, 1.5–4 мм завширшки. Суцвіття — волоть відкрита, яйцеподібна, 3–18 см завдовжки; 2–14 см в ширину. Колоски 3–9 мм, з 2–9 квітками. Пиляки 0.5–1.2 мм. Зернівки еліпсоїдні, 1.5 мм довжиною.

## Поширення
Північна Африка: Алжир, Марокко, Туніс; Кавказ: Вірменія, Азербайджан, Росія; Азія: Казахстан, Киргизстан, Таджикистан, Туркменістан, Узбекистан, Афганістан, Іран, Ізраїль, Сирія, Туреччина, Пакистан; Європа: Білорусь, Естонія, Литва, Молдова, Україна, Австрія, Бельгія, Чехія, Німеччина, Угорщина, Нідерланди, Польща, Словаччина, Швейцарія, Данія, Фінляндія, Ісландія, Ірландія, Норвегія, Швеція, Велика Британія, Болгарія, Хорватія, Греція, Італія, Румунія, Сербія, Словенія, Франція, Португалія, Іспанія. Натуралізований: Австралія, Нова Зеландія, Гренландія, Канада, Сполучені Штати Америки.
В Україні зростає на солончаках, засолених луках, по берегах водойм, на прирічкових пісках і галечниках, як бур'ян біля доріг і в населених пунктах — у Лівобережній і сх. частині Правобережних Лісостепу й Степу звичайний вид; відомий з околиць Львова та с. Теребля Закарпатської області.

## Галерея

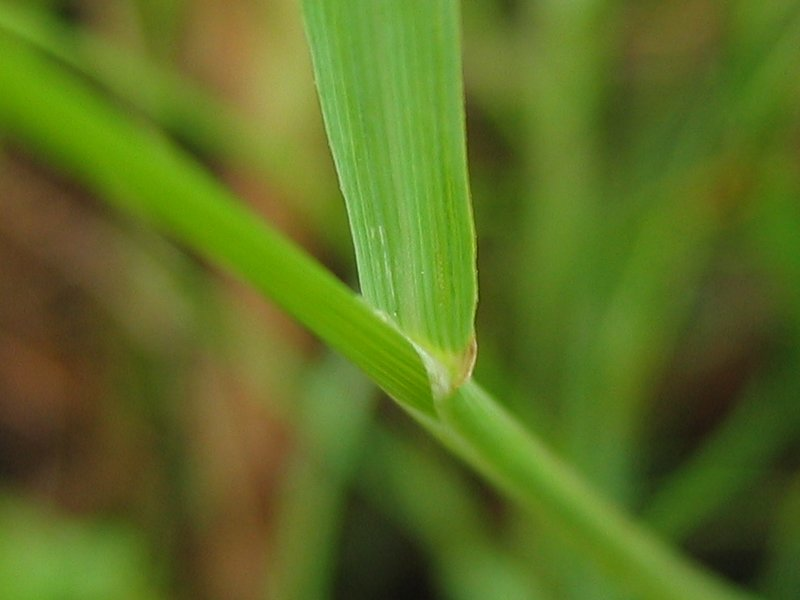
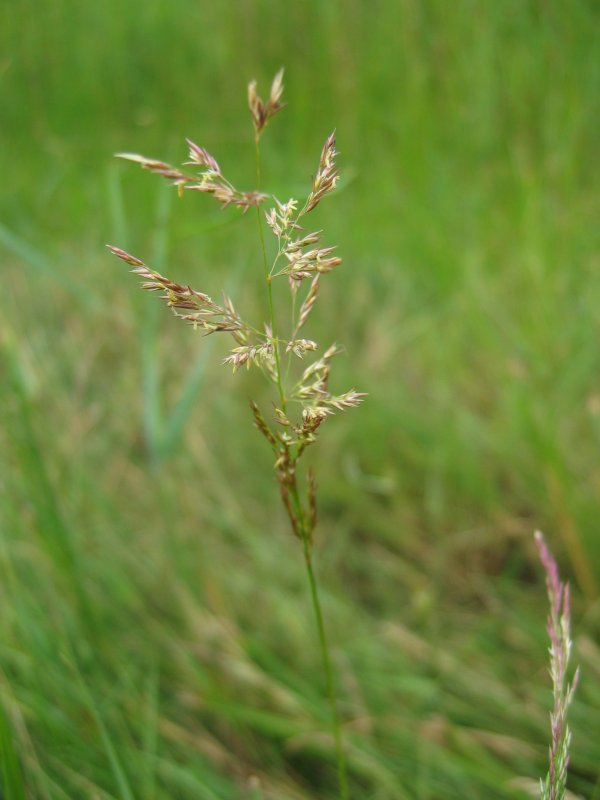
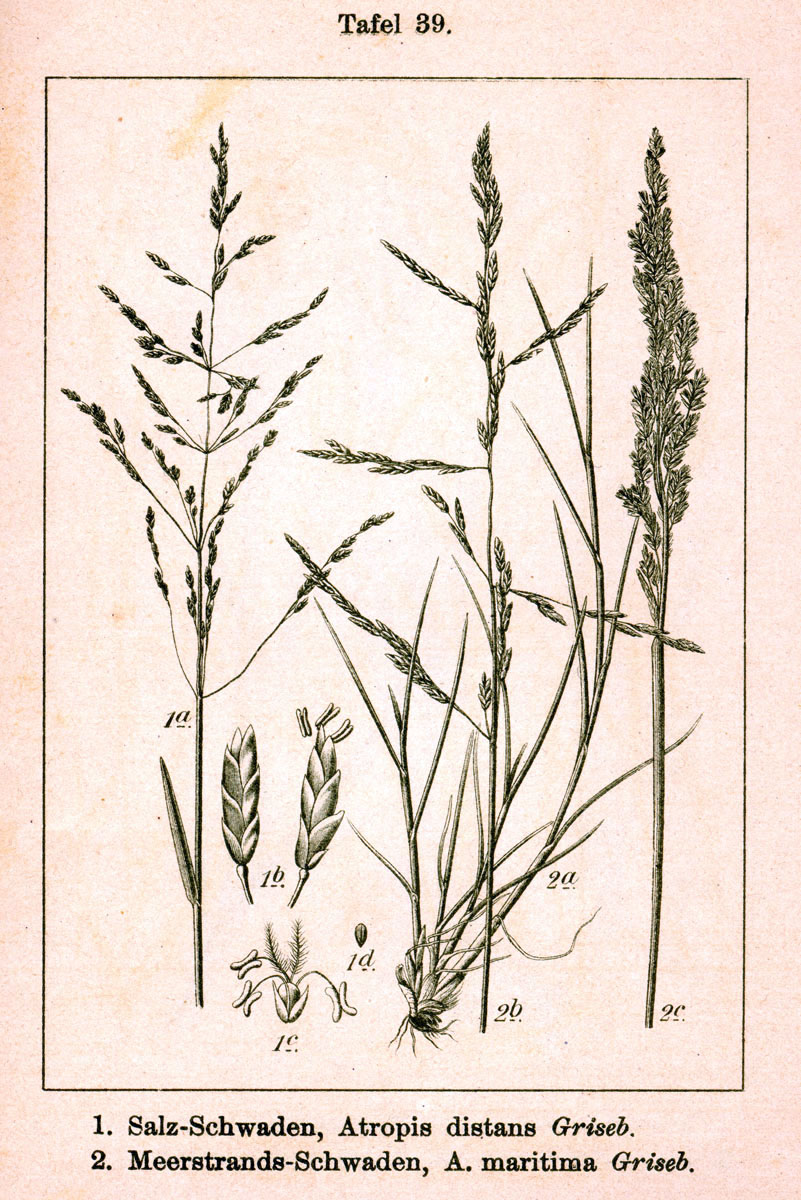